# Вратислав II
Вратислав II (чеськ. Vratislav II., 1035 — 14 січня 1092) — князь (з 1061) і король (з 1085 року) Богемії (Чехії) під іменем Вратислав І. 
Королівський титул надавався лише тимчасово від імператора Священної Римської імперії Генріха IV і не передавався у спадок. 

## Біографія
Походив з роду Пржемисловичів. Син князя Богемії Бржетислава I і Юдити фон Швайнфурт з роду Бабенбергів.
Після смерті батька у 1055 році став герцогом Оломоуца. Після того як посварився з братом Спитігневом II, був засланий до Угорщини. Вратислав відновив свій герцогський моравський трон з допомогою Угорщини і зрештою примирився з братом і замінив його на посту герцога Богемії.

## Участь у кампаніях Генріха IV

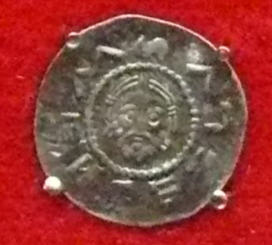
Денарій Вратислава II

Вратислав був союзником імператора Генріха IV. Він підтримав його як в боротьбі за інвеституру проти пап, так і при повстаннях у Саксонії. Папа Григорій VII мав підтримку Болеслава II Сміливого, також прагнув отримати допомогу від Вратислава. Папа підтвердив привілеї Вратислава носити митру і туніку як і його попередники. Папа також висловив подяку за регулярну виплату данини Святому Престолу.
Вратислав часто розходиться у поглядах зі своїм братом Яромиром, єпископом Праги, і він носив свої релігійні облачення, щоб його подратувати. Яромир, зі свого боку, проігнорував створення нової Моравської єпархії Вратиславом у 1063 році. Він навіть приймав зі зброєю мощі перевезені з Праги до Моравії. Незважаючи на підтримку папи в новій єпархії, Вратислав залишився лояльним імператору.
Саксонське повстання під керівництвом герцога Магнуса Саксонського і Отто Нордгейма, герцога Баварії, спалахнуло в 1070 році, і Болеслав Польський атакував Богемію в 1071. У серпні 1073, Генріх відповів вторгненням в Польщу, але нове саксонське повстання змусило його повернутися назад у 1075 році. Вратислав приєднався до нього, і вони разом перемогли заколотників 9 червня у першій битві під Лангензальцом. Чеські війська виказали значну хоробрість. Генріх потім зробив Яромира своїм канцлером (під ім'ям Гебхард) і забрав до Німеччини. Для Вратислава це було велике полегшення.
Вратислав також брав участь у війнах проти антикоролів, які виступали проти панування Генріха і були обрані фракцією дворянства, щоб замінити його. У битві при Фларххайм, тільки через допомогу контингенту Вратислава імператорська армія подолала повстанців під керівництвом Рудольфа Рейфендольського, герцога Швабії. Вратиславу навіть вдалося захопити золотий меч Рудольфа, який потім показували на урочистих заходах.
Армія Вратислава брала участь в італійській кампанії Генріха в 1081 і 1083 роках і була з ним, коли той увійшов до Риму.
Незважаючи на службу імператору, Вратислав підтримував добрі стосунки з папством. Тим не менш, папа Григорій відмовився надати йому дозвіл на використання літургії слов'янською мовою.

## Внутрішня та зовнішня політика

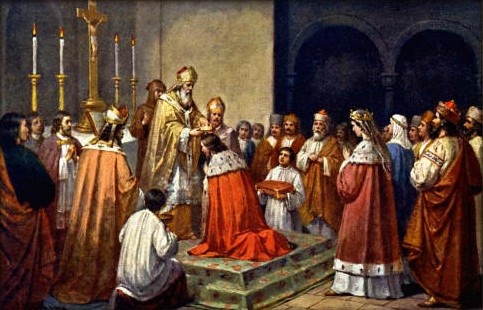
Коронація Вратислава II

Протягом усього свого правління Вратиславу доводиться боротися з молодшими братами, особливо з Яромиром, який став єпископом Праги (з 1068). Особливу увагу князь приділяв Моравії. Розділивши на 2 частини, Вратислав віддав її як удільні князівства молодшим братам Конраду і Отто. Також домігся в 1063 році створення Оломоуцьського єпископства.
Свою резиденцію Вратислав переніс з Градчан в Вишеград. Проводив зовнішню політику, значною мірою засновану на укладенні вигідних шлюбних союзів. Першою його дружиною була угорська принцеса Адельгейда. Після її смерті Вратислав одружився вдруге з польською принцесою Сватавою, однак це не призвело до поліпшення складних польсько-чеських відносин; на кордоні між двома країнами тривали збройні зіткнення. У 1071 році імператор Священної Римської імперії Генріх IV, васалами якого були і Чехія, і Польща, запросив Вратислава і польського короля Болеслава II в Мейсен, де змусив їх укласти мир. Втім, незабаром Болеслав влаштував набіг на Чехію, і Генріх збирався організувати похід проти Польщі в 1072 році, чому, втім, завадили внутрішньонімецькі обставини.
Вратислав після тридцятирічного царювання помер 14 січня 1092 від рани, отриманої на полюванні. Поховано у соборі Святого Петра і Павла, у Вишеграді.

## Сім'я
Вратислав був одружений тричі. Його перша дружина Марія померла під час передчасних пологів.
Він одружився вдруге в 1057 році з Аделаїдою, дочкою Андрія I Угорського та Анастасії Ярославни, онукою Великого князя Київського Ярослава Мудрого. У них було четверо дітей:
- Вратислав (-1061)
- Юдіт (1056 / 58-1086), вийшла за Владислава I Германа, сина Казимира I Польського
- Людмила (-після 1100)
- Братислав II (близько 1060- 22 грудня 1100), герцог Богемії

У 1062 Вратислав одружився втретє на дочці Казимира I Польського,  — Святославі (Сватаві). У них було п'ятеро дітей:
- Болеслав (-1091), князь Оломоуцький
- Борживій II (бл. 1064 2 лютого 1124), герцог Богемії
- Владислав І (12-квітень 1125), герцог Богемії
- Собеслав І (14 лютого 1140), герцог Богемії
- Юдита (бл. 1066-9 грудня 1108), вийшла заміж за Віпрехта II Гройча.